# Gare de Tapa
 (juillet 2023).
Si vous disposez d'ouvrages ou d'articles de référence ou si vous connaissez des sites web de qualité traitant du thème abordé ici, merci de compléter l'article en donnant les références utiles à sa vérifiabilité et en les liant à la section « Notes et références ».
La gare de Tapa (Tapa raudteejaam en estonien) est une gare ferroviaire située à Tapa en Estonie. 
C'est une importante gare qui est une nœud ferroviaire entre les lignes est/ouest et nord/sud.

## Situation ferroviaire

Tapa sur la carte des lignes ferroviaires.

## Histoire
La gare est construite entre 1865 et 1866 lors de la construction du Chemins de fer de la Baltique pour être mise en service en 1870 avec un premier bâtiment en bois. Elle est reliée à la ligne Tapa-Tartu en 1876. En décembre 1905 la ligne est fermée douze jours lors de la grève des cheminots. Un bâtiment en pierres et brique est construit en 1914. Le 24 février 1918 avec la chute de l'Empire russe elle devient estonienne et prend le nom de Tapa à la place du nom russe de Ros

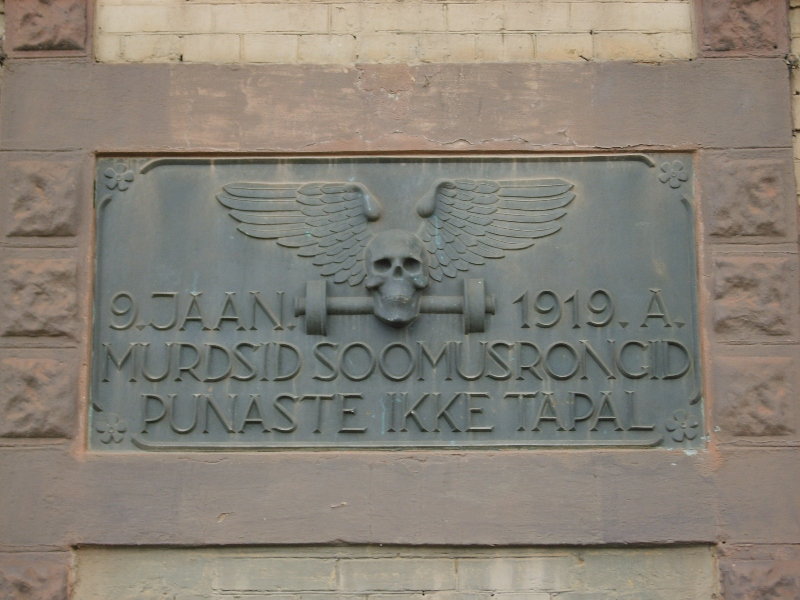
Plaque mémorielle de la bataille de Tapa de 1919.
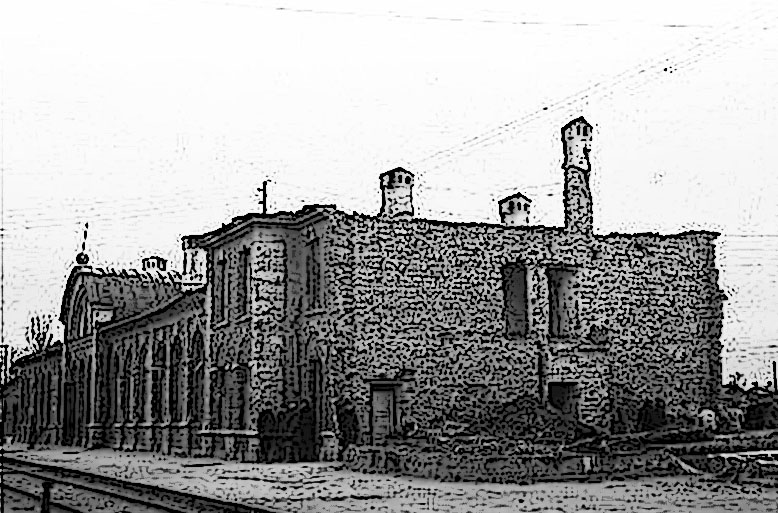
La gare en 1944.
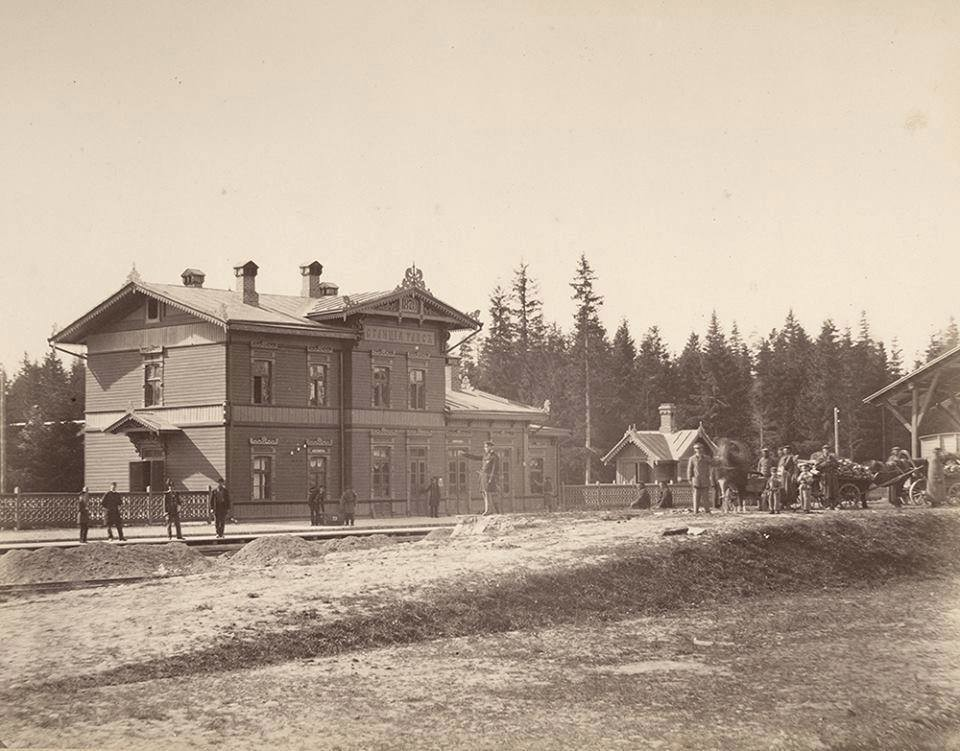
Le bâtiment de 1870.

## Service des voyageurs

### Accueil

Installations
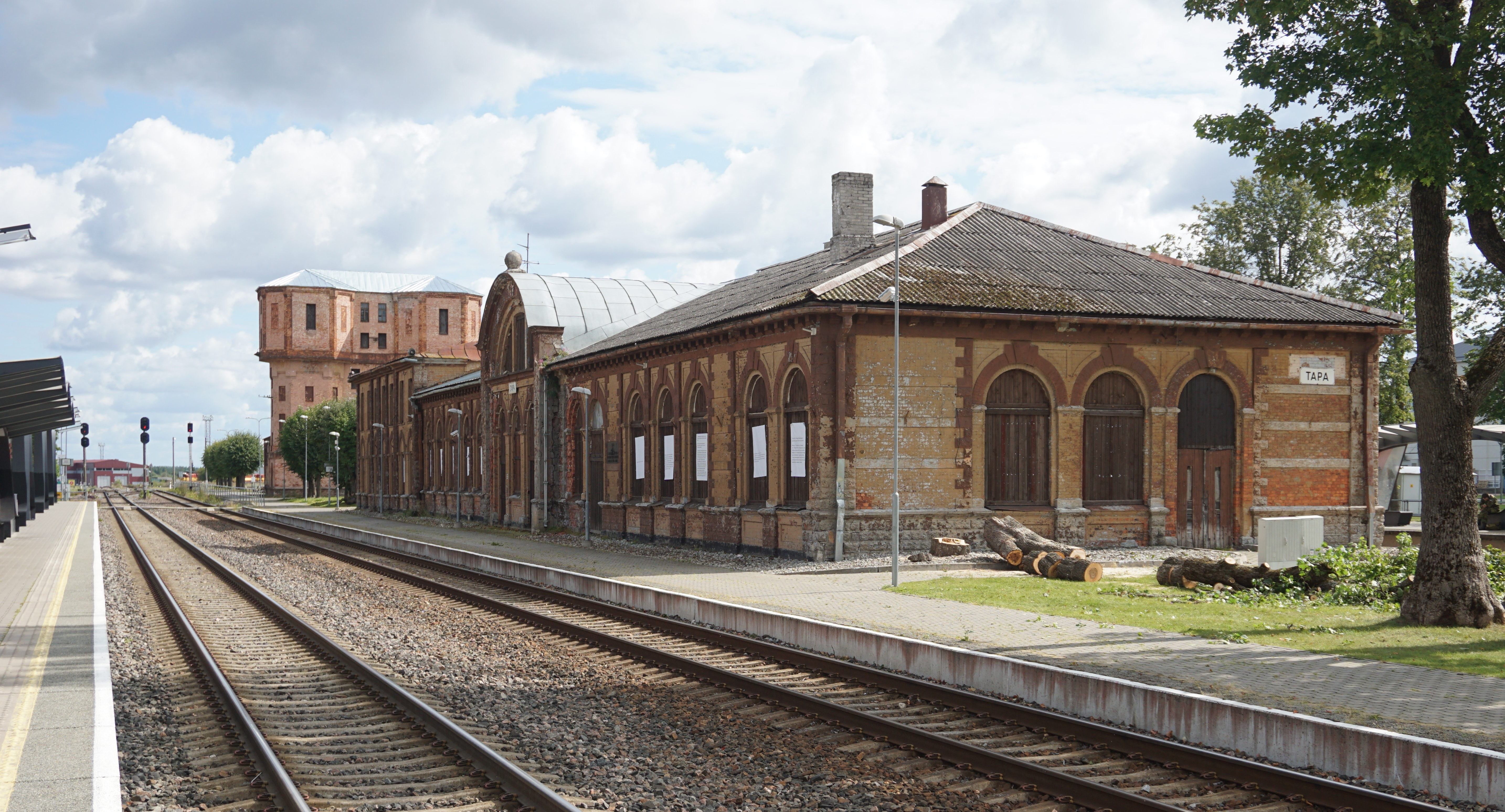
2019.
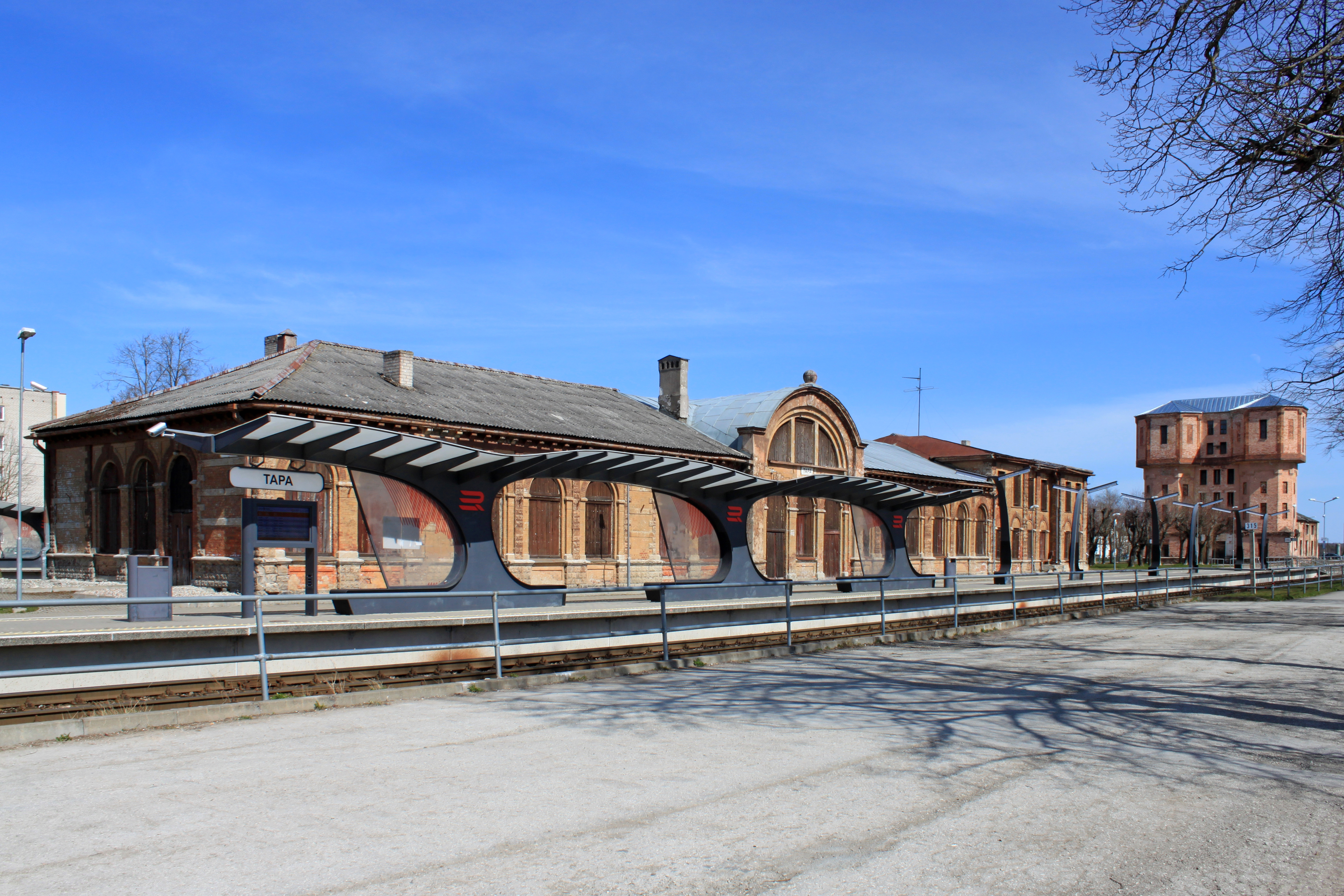
2020.
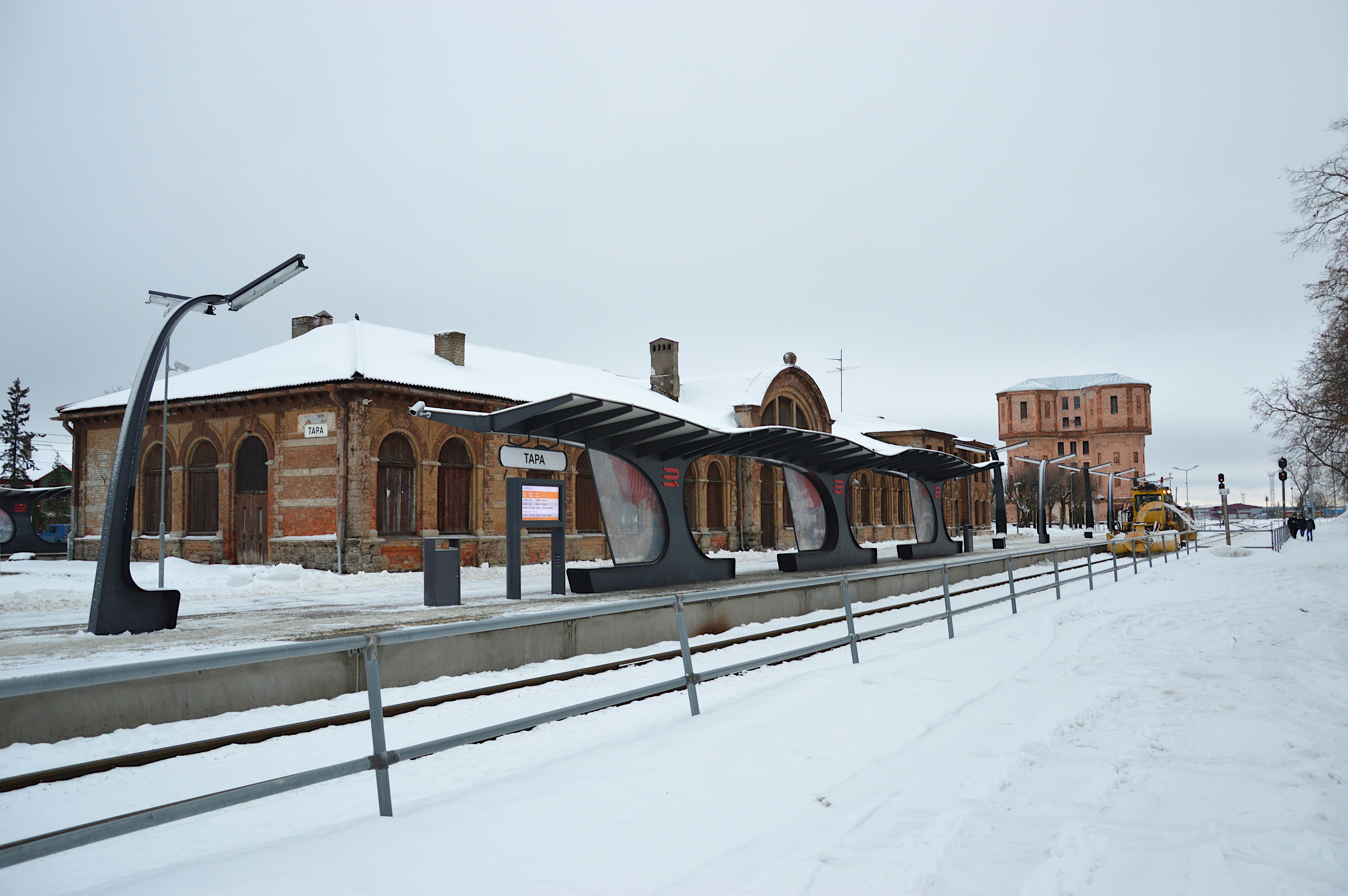
2021.

### Desserte

Installations et desserte
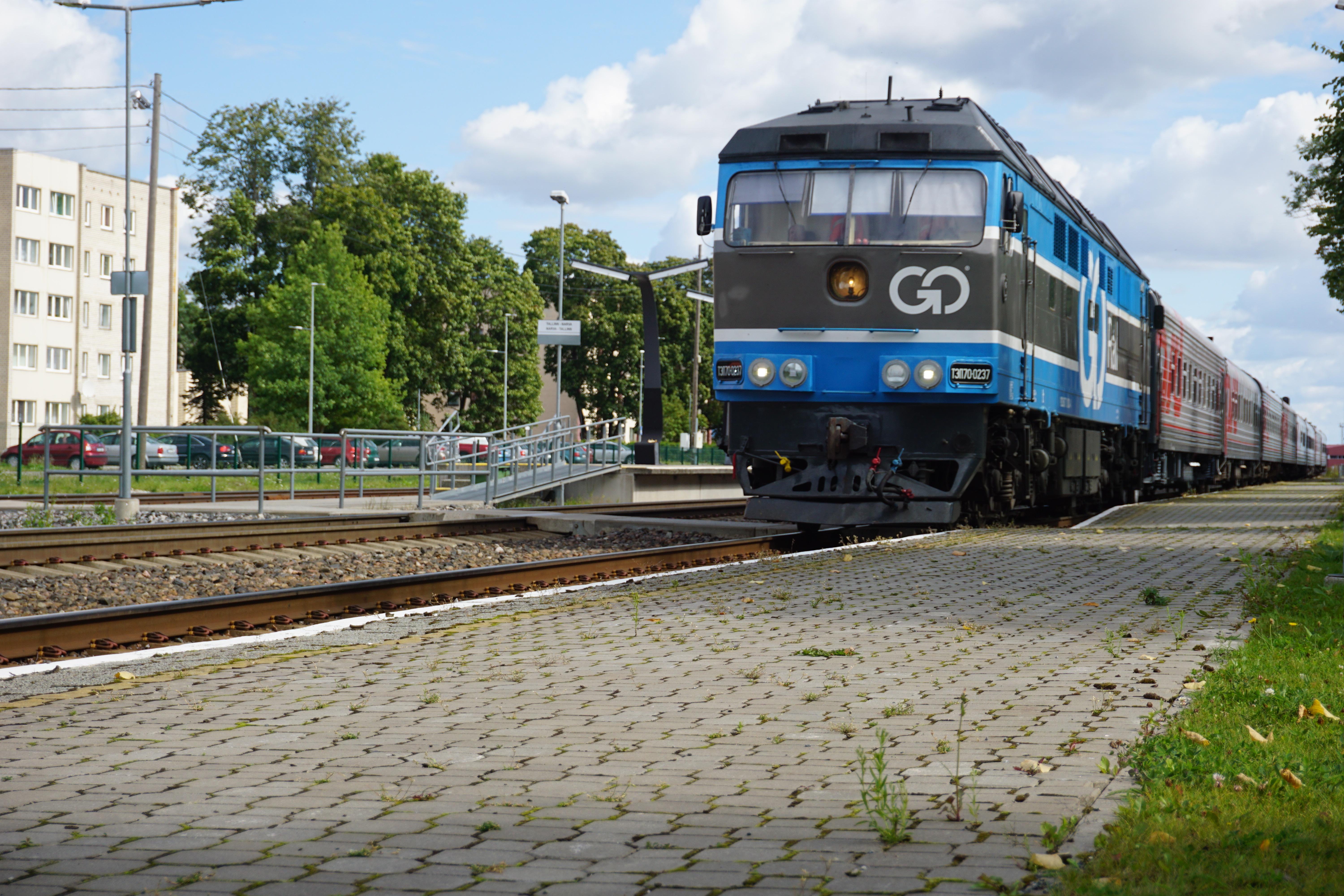
En 2019.
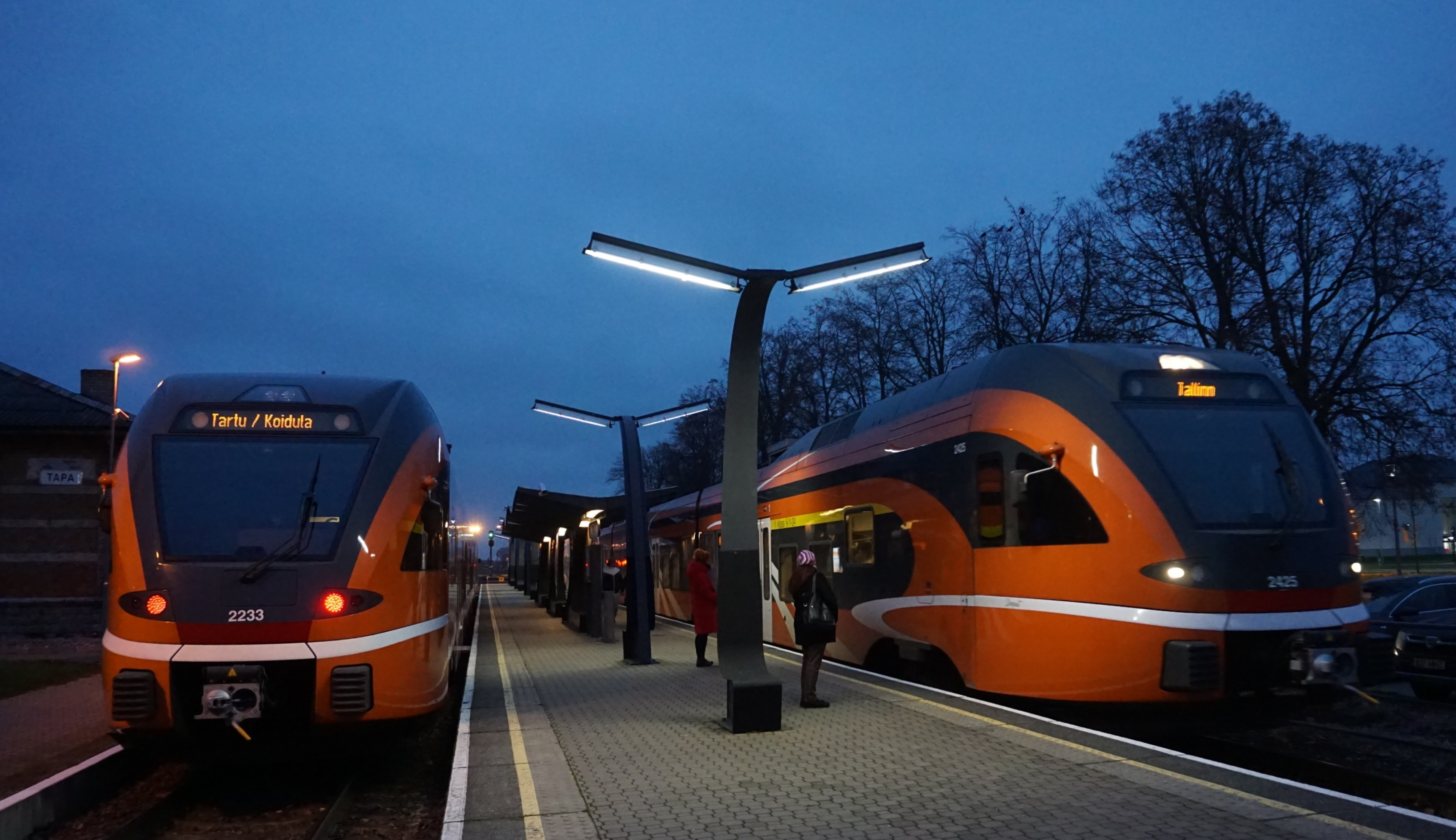
En 2020.
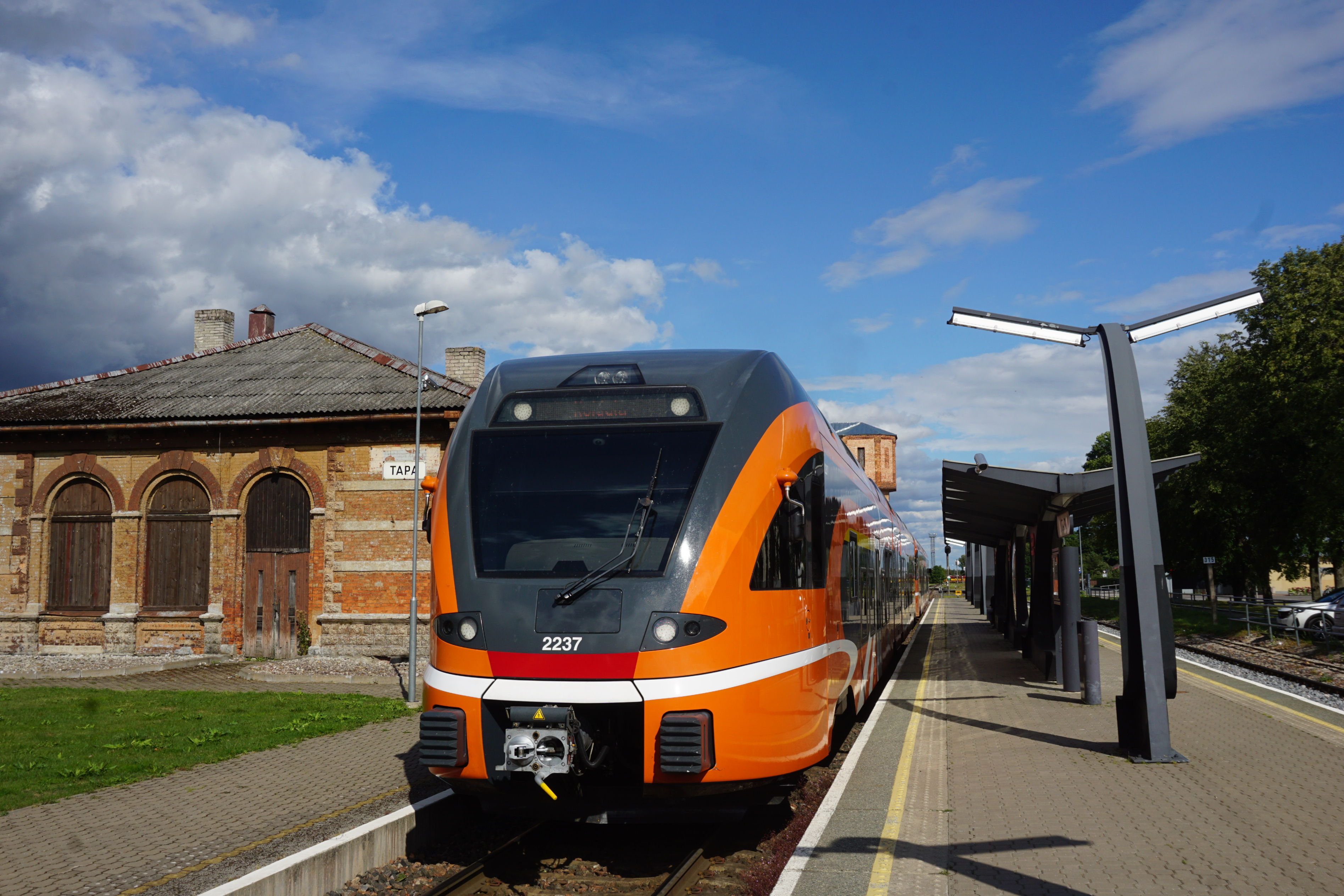
En 2021.

## Patrimoine ferroviaire

Bâtiments historiques
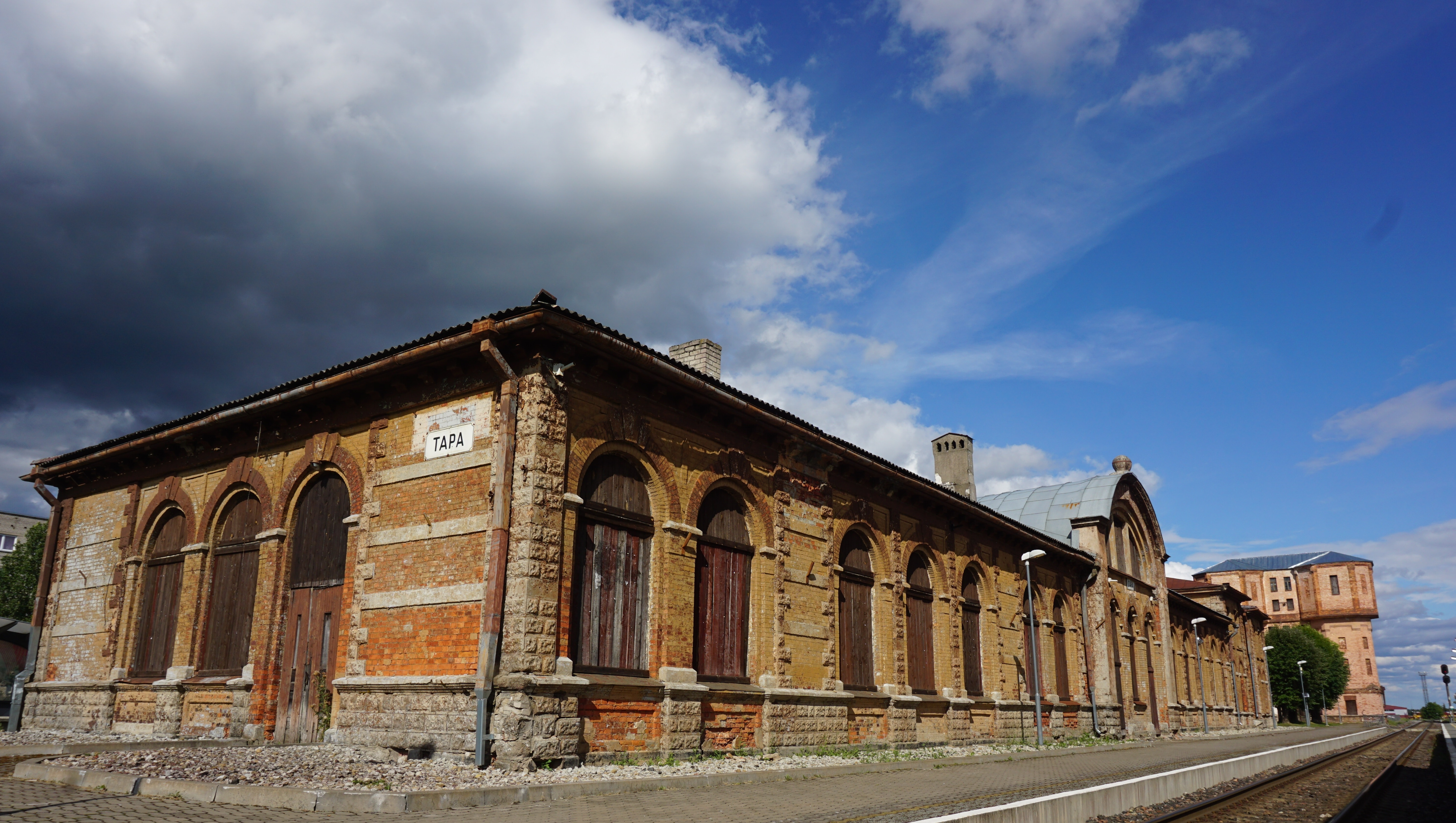
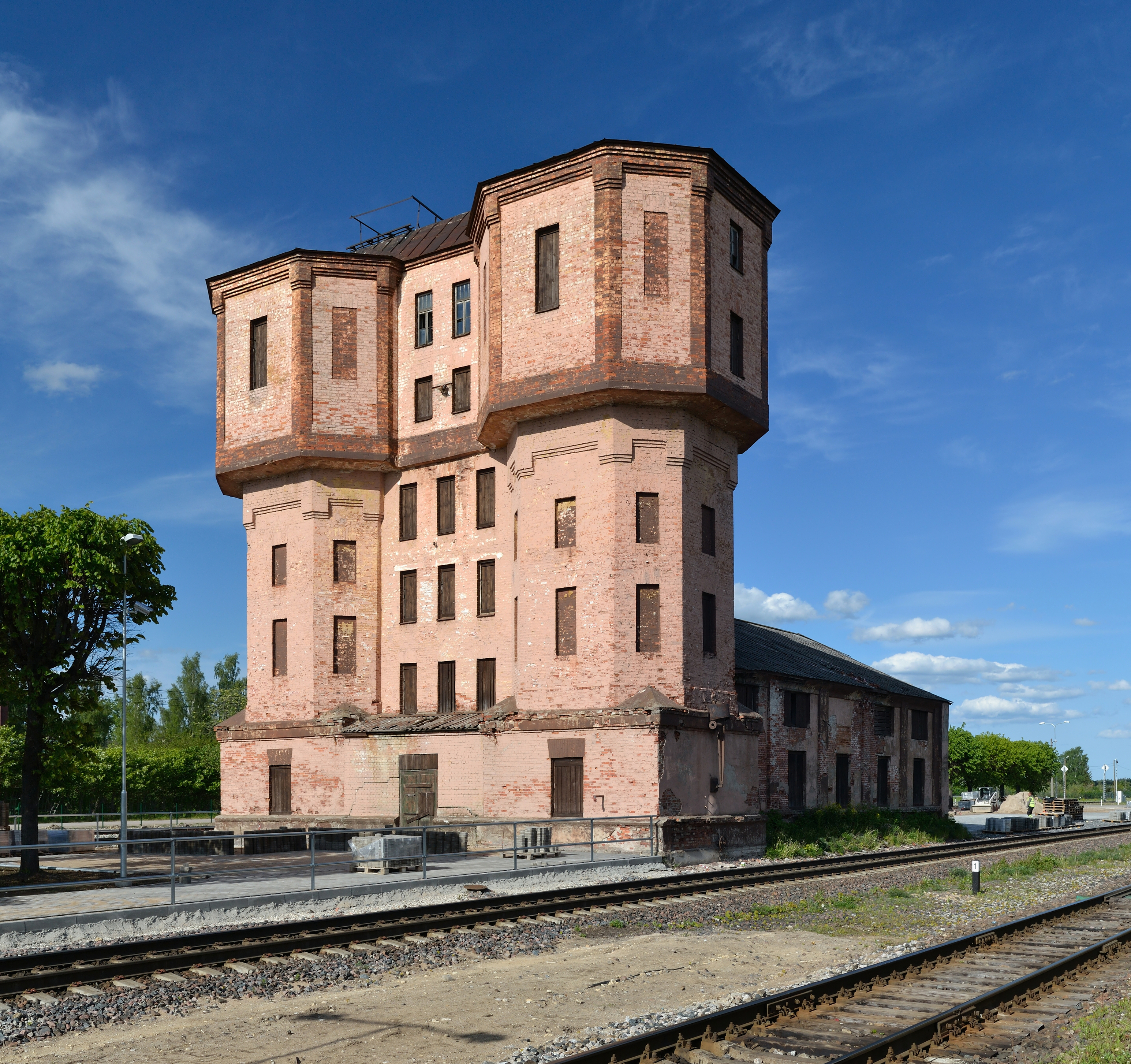